# Dipteretrum bimaculatum
Dipteretrum bimaculatum är en kackerlacksart som först beskrevs av Robert Walter Campbell Shelford 1910.  Dipteretrum bimaculatum ingår i släktet Dipteretrum och familjen småkackerlackor. Inga underarter finns listade i Catalogue of Life.